# 尖叫奖
尖叫奖（英語：Scream Awards）是2006年至2011年間美国电影电视剧界的一個奖项，由SpikeTV主辦，主要颁给恐怖片、奇幻片、科幻片和漫改電影中的佳作，同时也扩展到了男演员和女演员等个人。

## 分类
- 電影獎項
  - 終極尖叫
  - 最佳科幻片
  - 最佳奇幻片
  - 最佳恐怖片
  - 最佳漫改電影
  - 最受期待電影
  - 最糟糕電影
  - 最佳續集
  - 最佳翻拍
  - 最佳3D
  - 最佳特效
  - 最難忘殘害場面
  - 年度打鬥場面
  - 「見鬼了」場景
  - 最佳台詞
- 電視獎項
  - 最佳電視劇
- 漫畫獎項
  - 最佳漫畫
  - 最佳漫畫家
  - 最佳漫畫作家
  - 最佳電影改編漫畫
  - 最震撼漫畫反轉
- 個人獎項
  - 最佳導演
  - 最佳編劇
  - 最佳奇幻男主角
  - 最佳科幻男主角
  - 最佳男配角
  - 最佳突破男演員
  - 最佳奇幻女主角
  - 最佳科幻女主角
  - 最佳女配角
  - 最佳突破女演員
  - 最佳客串
  - 最佳超級英雄
  - 最佳女英雄
  - 最佳反派